# وزارة الدفاع الوطني (كوريا الشمالية)
وزارة الدفاع (بالكورية: 국방성؛ وبالهانجا: 國防省، وكانت تُعرف سابقًا باسم 인민무력성/人民武力省 أو وزارة القوات المسلحة الشعبية) هي الوكالة الحكومية التابعة للجنة شؤون الدولة المكلفة بالتنسيق الإداري واللوجستي العام للجيش الشعبي الكوري. وزير الدفاع الوطني الحالي هو الجنرال نو كوانج تشول.

## التاريخ
حتى ديسمبر 1972، كان وزير القوات المسلحة الشعبية يسمى وزير الدفاع الوطني (민족보위상). ثم تغير إلى وزارة القوات المسلحة الشعبية.
قبل عام 1992، كانت تحت السيطرة المباشرة للقائد الأعلى والرئيس، بتوجيه من لجنة الدفاع الوطني واللجنة العسكرية المركزية لحزب العمال الكوري. ينقل تعديل عام 1992 لدستور كوريا الشمالية سيطرتها إلى لجنة الدفاع الوطني. نقل تعديل عام 2016 سيطرتها إلى لجنة شؤون الدولة. تمت إعادة تسميتها إلى وزارة الدفاع الوطني في أكتوبر 2020.

## المهام
وزارة الدفاع هي في الأساس وكالة مظلة تجمع المكونات اللوجستية والسياسية والبشرية للجيش الشعبي الكوري. كما تضم الوزارة أقسامًا تنسق العلاقات مع الجيوش الأجنبية، فضلاً عن تنظيم الشركات المملوكة للحكومة والمتعلقة بصناعة الدفاع وغيرها من مشاريع كسب العملات الأجنبية .
تتولى الوزارة، من خلال هيئة الأركان العامة، مسؤولية التخطيط العملياتي اليومي وإدارة القيادات البرية والبحرية والجوية للجيش الشعبي الكوري. كما تقوم بوضع الاستراتيجيات، وإجراء التعليم والتدريب، ونقل الأوامر والتوجيهات من القيادة العليا للجيش الشعبي الكوري، وإكمال بعض مهام استخبارات الإشارات.

## التنظيم
تحتوي وزارة الدفاع الوطني على الإدارات التالية:
- المكتب السياسي العام
- دائرة الأركان العامة
- القيادة الأمنية

يتمتع كل من مدير المكتب السياسي العام ورئيس هيئة الأركان العامة بسلطة أكبر من تلك التي يتمتع بها الوزير.